# 松山秋祭り
松山秋祭り（まつやまあきまつり）は、愛媛県松山市で毎年10月5日から7日にかけて松山市内の各地の神社で一斉に行われる宵宮祭、例大祭、神幸祭を含む一連の秋祭りである。

## 概要
旧松山市内地区の24の神社で、毎年10月5日から7日に行われる。神社により内容や日程が異なるが、特に7日は早朝から松山市内が祭り一色に染まる。いくつかの神社では鉢合わせなどの喧嘩神輿が行われ、中でも道後温泉駅前や厳島神社や石手川公園、城山公園での鉢合わせは特に有名である。なお、松山市内の多くの小中学校や店舗は10月7日は祭のため休日となる。

## 特徴・行事
収穫への感謝、五穀豊穣、家内安全、商売繁盛などを願った秋祭りで、多くの神社で神輿による練りが行われ、一部の神社では大神輿による鉢合わせなどの喧嘩神輿が行われる喧嘩祭りである。

### 神輿
主に四角の神輿が使用される。担ぎ手は担夫や神輿守と呼ばれ、多くは法被と鉢巻を着用している。成人男性の担ぎ手の神輿は大神輿や大人神輿と呼ばれ、練り歩く際の掛け声は「ヨイサ　ヨイサ」であるのに対し、女性の神輿はおんな神輿、子供の神輿は子供神輿や小神輿と呼ばれ、掛け声は共に「ワッショイ　ワッショイ」である。概ね町域ごとに神輿と担ぎ手が分かれている。通常、大神輿の上には神輿を仕切る大頭取が乗り、担ぎ手を鼓舞したり、タイミングを合わせるための指示を行う。

#### かき比べ
複数の神輿で神輿振りなどを行い、美しさや力の強さを競う。後述の一体走りや鉢合わせもかき比べの一種である。

#### 神輿振り・魂振り
「セーノ　セ」の掛け声で神輿を高く持ち上げ、「ドウジャ　ドウジャ」の掛け声とともに神輿を激しく揺らす。神輿を振ることで、神の霊威を高め、御魂の発動を促進する行為とされ、激しく振るほど神が喜ぶとされる。

#### 鉢合わせ
阿沼美神社(現在は、松山城下の堀之内)や厳島神社、道後温泉駅前（湯神社と伊佐爾波神社による）で行われるものが有名。神輿に激しい衝撃を与えることから、神輿振りの究極の姿とされる。「モテコイ　モテコイ」の掛け声の掛け合いの後、大神輿同士をぶつける。
ぶつけ方は神社により方法が異なり、厳島神社の鉢合わせは正面同士から担ぎ棒をぶつけるものであるが、阿沼美神社や道後温泉駅前で行われる鉢合わせは、並行に向かい合った神輿を45度に傾けて、神輿の本体同士をぶつける。その際、神輿が破損しないよう、事前に装飾を外し、ロープで補強される。その補強方法もぶつけ方により異なり、前者は担ぎ棒の補強、後者は本体の補強となる。掛け声が「モーテーコイ」のように長音になる地区もある。
担ぎ手には危険が伴い、以前は死人も出ていたため、現在は大頭取らにより細かいルールが決められて安全に行われている。
それでも2024年には参加者が集団で暴行を受けて顔や肩を骨折。市内の病院で全治2か月の重傷を受けている。

#### 一体走り
勝岡八幡神社で行われる。鉢巻に襷掛けふんどし姿の青年たちが神輿を担いで参道を疾走をする。その際は神輿を揺らさず、走り込みの美しさを競う。松山市の無形民俗文化財に指定されている。

##### 川狩神事
勝岡八幡神社秋祭りの安城寺地区では、神輿を久万川に入れ、流水で清める神事が行われる。

#### 神輿音頭
神輿で練り歩く際、公民館などから町内放送で流される曲。作詞は矢野亮、作曲は中野忠晴。現在流れている曲は、昭和28年に三橋美智也が吹き込んだものという記録があるが、使用開始時期は不明である。

## 歴史
十七世紀の松山藩政時代ごろから行われているとされる。松山藩は阿沼美神社、雄郡神社、伊佐爾波神社の三社で行われる祭りを三祭と称した。

### 阿沼美神社

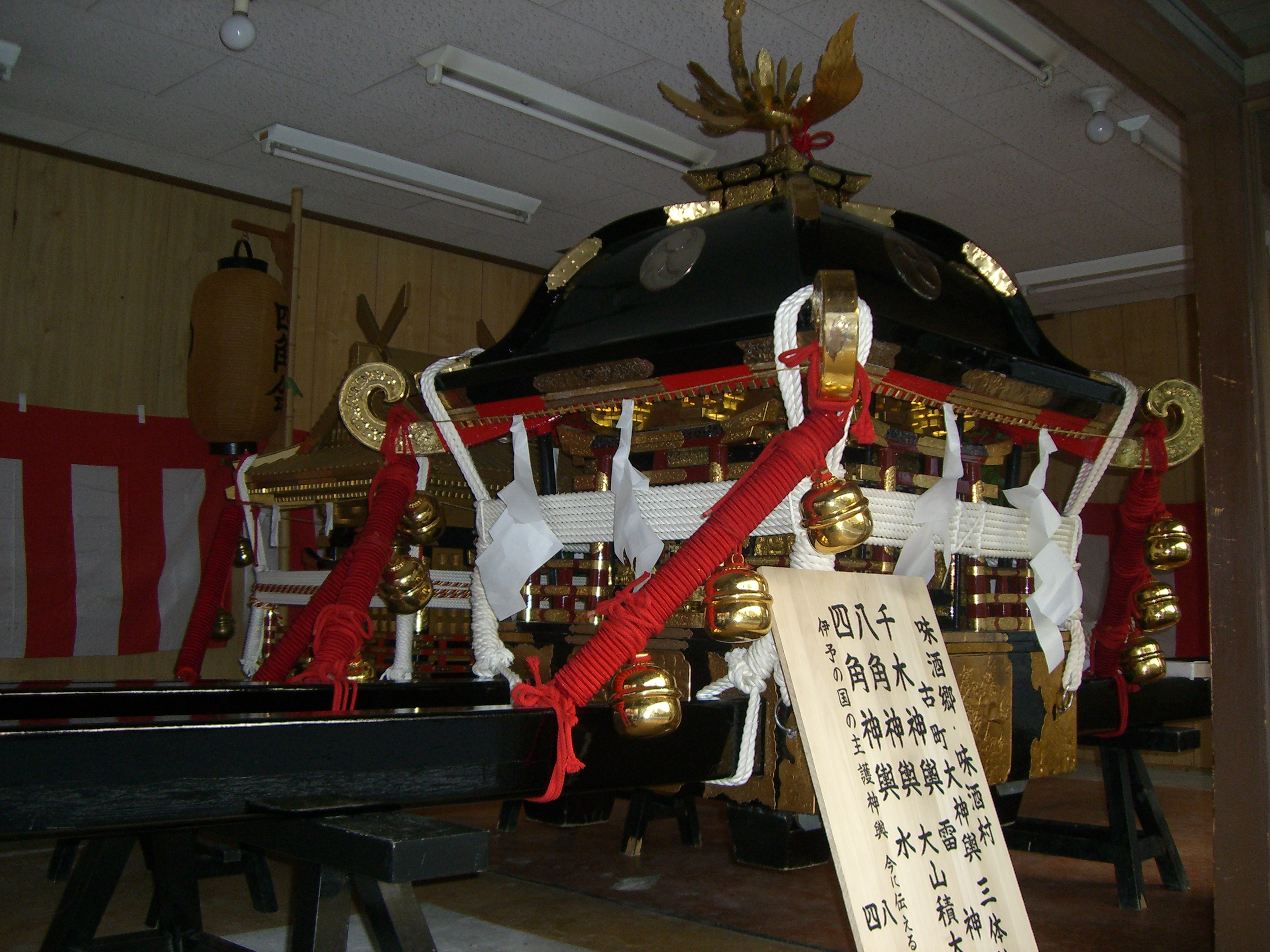
阿沼美神社の神輿、手前が四角、左奥が千木

18世紀末の松山藩の記録に「味酒の神輿三体､八角は大山積大明神、四角は水神、チキは雷神也と云ふ。」と書かれている。チキは千木神輿（金色の神明造り型）のことである。八角で金色の神輿は「八角さん」、四角で黒色の神輿は「四角さん」とそれぞれ呼ばれ、鉢合わせで町人と農民の力比べが行われ、町人の四角さんが勝てば商売繁盛、農民の八角さんが勝てば五穀豊穣と言われている。
太平洋戦争中は各地で練りが自粛されたが、3体の神輿は1945年7月の松山大空襲で社殿とともに焼失したが、1947年に復活した。

### 勝岡八幡神社
1754年（宝永4年）の和気郡代官所記録に「勝岡八幡宮出走込み」とあることから、江戸時代中期には一体走りが走り込みの名で行われていたことがわかった。

## 現在
2016年の祭りを最後に阿部神仏具店が後継者不足のため神輿の製造を休止。

## 関連行事
2009年より毎年9月の下旬ごろの日曜日に、市内各地の神輿とともに、愛媛県下を代表して、宇和島市の牛鬼、新居浜市の太鼓台、西条市からのだんじりが参加する大神輿総練が行われている。

## 他の松山の祭り
北条秋祭り